# جيراردوس مركاتور
جيراردوس مركاتور (1512 - 1594 م) هو جغرافيّ وخرائطيّ فلمنكيّ (بلجيكا حاليًا).
ابتكر عام 1569 م طريقة جديدة في رسم الخرائط تُمّثل فيها درجاتُ الطول والعرض بخطوط مستقيمة تتقاطع عند زوايا قائمة. وتُعرف هذه الطريقة بـ «الإسقاط المركاتوري». له عدة مؤلفات في الجغرافية القديمة، ورياضيات الجغرافية، ورسم الخرائط.

## روابط خارجية
- جيراردوس مركاتور على موقع الموسوعة البريطانية (الإنجليزية)
- جيراردوس مركاتور على موقع إن إن دي بي (الإنجليزية)
- جيراردوس مركاتور على موقع ديسكوغز (الإنجليزية)